# Smintheus

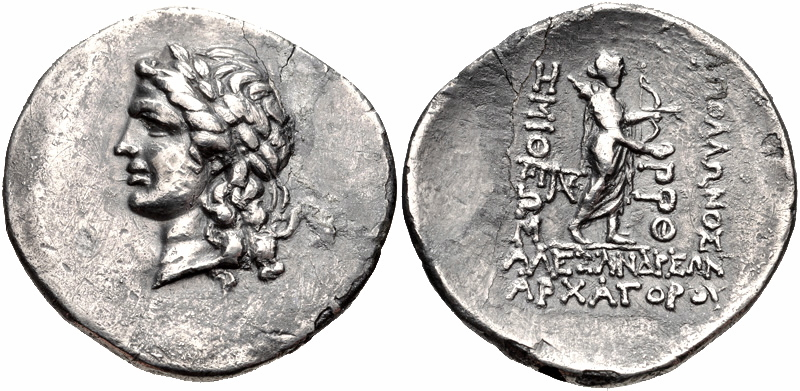
Münze von Alexandria Troas, 73 v. Chr., Vorderseite Kopf des Apollon, Rückseite Apollon Smintheus

Smintheus (altgriechisch Σμινθεύς Smintheús), auch Sminthios, ist ein Beiname zumeist des Gottes Apollon, aber auch des Dionysos in der griechischen Mythologie.
Homer bezeichnet Apollon in der Ilias als Smintheus. Die Etymologie des nichtgriechischen Wortes ist nicht gesichert. Es ist abgeleitet vom kretischen oder phrygischen Wort sminthos für „Maus“ oder „Ratte“ und kann mit „Mäusevertilger“ übersetzt werden. Inwieweit Apollon Smintheus mit Apollon als Pestgott gleichzusetzen ist, ist ungeklärt. Mäuse oder Ratten können auf Seuchen hindeuten, die nach der griechischen Mythologie von Apollon ausgingen. Doch wurde die Epiklese auch für die Vertreibung von Mäusen, die die Weinberge verwüstet hatten, gewählt.
Überreste des Smintheion genannten Heiligtums des Apollon Smintheus befinden sich in Chryse bei Gülpınar. Der Kult war aber weit verbreitet und lässt sich unter anderem in Pergamon, auf Lesbos, Keos und Rhodos, aber auch in Athen nachweisen. In Lindos auf Rhodos wurde Dionysos allein als Smintheus verehrt, die dort gefeierten Sminthia galten nur ihm. Die Verehrung fand auch im Namen des rhodischen Monats Sminthios ihren Niederschlag.